# Letland op de Olympische Zomerspelen 2020
Letland nam deel aan de Olympische Zomerspelen 2020 in Tokio, Japan.

## Medailleoverzicht
| Medaille | Naam                                                      | Sport         | Onderdeel  | Datum      |
| -------- | --------------------------------------------------------- | ------------- | ---------- | ---------- |
| Goud     | Agnis Čavars Edgars Krūmiņš Kārlis Lasmanis Nauris Miezis | Basketbal     | 3x3 (m)    | 28 juli    |
|          |                                                           |               |            |            |
| Brons    | Artūrs Plēsnieks                                          | Gewichtheffen | -109kg (m) | 3 augustus |

## Atleten
| sport            | mannen | vrouwen | totaal |
| ---------------- | ------ | ------- | ------ |
| Atletiek         | 3      | 5       | 8      |
| Basketbal        | 4      | 0       | 4      |
| Gewichtheffen    | 2      | 0       | 2      |
| Judo             | 1      | 0       | 1      |
| Kanovaren        | 1      | 0       | 1      |
| Karate           | 1      | 0       | 1      |
| Moderne vijfkamp | 1      | 0       | 1      |
| Paardensport     | 1      | 0       | 1      |
| Schietsport      | 0      | 1       | 1      |
| Tennis           | 0      | 2       | 2      |
| Volleybal        | 2      | 2       | 4      |
| Wielersport      | 3      | 1       | 4      |
| Worstelen        | 0      | 1       | 1      |
| Zwemmen          | 1      | 1       | 2      |
| totaal           | 20     | 13      | 33     |

## Deelnemers en resultaten

### Atletiek
Mannen
Loopnummers
| atleet             | onderdeel         | series | series | kwartfinale | kwartfinale | halve finale | halve finale | finale  | finale |
| atleet             | onderdeel         | tijd   | rang   | tijd        | rang        | tijd         | rang         | tijd    | rang   |
| ------------------ | ----------------- | ------ | ------ | ----------- | ----------- | ------------ | ------------ | ------- | ------ |
| Arnis Rumbenieks   | 50km snelwandelen | n.v.t. | n.v.t. | n.v.t.      | n.v.t.      | n.v.t.       | n.v.t.       | 4:13.33 | 37     |
| Ruslans Smolonskis | 50km snelwandelen | n.v.t. | n.v.t. | n.v.t.      | n.v.t.      | n.v.t.       | n.v.t.       | DSQ     | DSQ    |

Technische nummers
| atlete      | onderdeel   | kwalificaties | kwalificaties | finale         | finale         |
| atlete      | onderdeel   | afstand       | rang          | afstand        | rang           |
| ----------- | ----------- | ------------- | ------------- | -------------- | -------------- |
| Gatis Čakšs | speerwerpen | 78,73         | 18            | niet geplaatst | niet geplaatst |

Vrouwen
Loopnummers
| atleet       | onderdeel | series | series | kwartfinale | kwartfinale | halve finale   | halve finale   | finale         | finale         |
| atleet       | onderdeel | tijd   | rang   | tijd        | rang        | tijd           | rang           | tijd           | rang           |
| ------------ | --------- | ------ | ------ | ----------- | ----------- | -------------- | -------------- | -------------- | -------------- |
| Līga Velvere | 800m      | DNF    | DNF    | n.v.t.      | n.v.t.      | niet geplaatst | niet geplaatst | niet geplaatst | niet geplaatst |

Technische nummers
| atlete           | onderdeel      | kwalificaties | kwalificaties | finale         | finale         |
| atlete           | onderdeel      | afstand       | rang          | afstand        | rang           |
| ---------------- | -------------- | ------------- | ------------- | -------------- | -------------- |
| Laura Igaune     | kogelslingeren | 68,53         | 20            | niet geplaatst | niet geplaatst |
| Līna Mūze        | speerwerpen    | 57,33         | 26            | niet geplaatst | niet geplaatst |
| Anete Kociņa     | speerwerpen    | 58,84         | 21            | niet geplaatst | niet geplaatst |
| Madara Palameika | speerwerpen    | 60,94         | 12 q          | 58,70          | 11             |

### Basketbal

#### 3x3
Mannen
| Olympiër                                                  | Discipline | Resultaat | Prestatie |
| --------------------------------------------------------- | ---------- | --------- | --------- |
| Kārlis Lasmanis Edgars Krūmiņš Nauris Miezis Agnis Čavars | 3x3        | Goud      | zie onder |

| Groep |                 |             |             |             |            |            |            |        |
| #     | Land            | Wedstrijden | Wedstrijden | Wedstrijden | Doelpunten | Doelpunten | Doelpunten | Punten |
| #     | Land            | GW          | W           | V           | V          | T          | Saldo      | Punten |
| 1     | Servië          | 7           | 7           | 0           | 138        | 91         | +47        | 14     |
| 2     | België          | 7           | 4           | 3           | 126        | 127        | -1         | 8      |
| 3     | Letland         | 7           | 4           | 3           | 133        | 129        | +4         | 8      |
| 4     | Nederland       | 7           | 4           | 3           | 132        | 129        | +3         | 8      |
| 5     | Russische ploeg | 7           | 3           | 4           | 116        | 125        | -9         | 6      |
| 6     | Japan           | 7           | 2           | 5           | 123        | 134        | -11        | 4      |
| 7     | Polen           | 7           | 2           | 5           | 120        | 130        | -10        | 4      |
| 8     | China           | 7           | 2           | 5           | 119        | 142        | -23        | 4      |

| Ronde        | Datum   | Lokale tijd | MEZT  | Land            | Score   | Land            |
| ------------ | ------- | ----------- | ----- | --------------- | ------- | --------------- |
| groepsfase   | 24 juli | 11:35       | 04:35 | Letland         | 21 - 14 | Polen           |
| groepsfase   | 24 juli | 18:40       | 11:40 | België          | 21 - 20 | België          |
| groepsfase   | 25 juli | 15:00       | 08:00 | Letland         | 18 - 17 | China           |
| groepsfase   | 25 juli | 22:25       | 15:25 | Letland         | 21 - 18 | Japan           |
| groepsfase   | 26 juli | 15:25       | 08:25 | Servië          | 22 - 16 | Letland         |
| groepsfase   | 26 juli | 22:00       | 15:00 | Russische ploeg | 19 - 15 | Letland         |
| groepsfase   | 27 juli | 18:25       | 11:25 | Letland         | 22 - 18 | Nederland       |
|              |         |             |       |                 |         |                 |
| kwartfinale  | 27 juli | 22:20       | 15:20 | Letland         | 21 - 18 | Japan           |
|              |         |             |       |                 |         |                 |
| halve finale | 28 juli | 18:40       | 11:40 | Letland         | 21 - 8  | België          |
|              |         |             |       |                 |         |                 |
| finale       | 28 juli | 22:25       | 15:25 | Letland         | 21 - 18 | Russische ploeg |

### Gewichtheffen
Mannen
| atlete           | onderdeel | trekken | trekken | stoten | stoten | totaal | rang  |
| atlete           | onderdeel | score   | rang    | score  | rang   | totaal | rang  |
| ---------------- | --------- | ------- | ------- | ------ | ------ | ------ | ----- |
| Ritvars Suharevs | -81 kg    | 163     | 6       | 195    | 6      | 258    | 6     |
| Artūrs Plēsnieks | -109 kg   | 180     | 6       | 230    | 2      | 410    | Brons |

### Judo
Mannen
| atleet              | onderdeel | eerste ronde         | tweede ronde         | derde ronde          | kwartfinale          | halve finale         | herkansing           | finale / BM          | finale / BM    |
| atleet              | onderdeel | tegenstander uitslag | tegenstander uitslag | tegenstander uitslag | tegenstander uitslag | tegenstander uitslag | tegenstander uitslag | tegenstander uitslag | rang           |
| ------------------- | --------- | -------------------- | -------------------- | -------------------- | -------------------- | -------------------- | -------------------- | -------------------- | -------------- |
| Jevgeņijs Borodavko | −100 kg   | n.v.t.               | Cirjenics V W/O      | niet geplaatst       | niet geplaatst       | niet geplaatst       | niet geplaatst       | niet geplaatst       | niet geplaatst |

### Kanovaren

#### Sprint
| atleet         | onderdeel | series | series | kwartfinale | kwartfinale | halve finale | halve finale | finale | finale |
| atleet         | onderdeel | tijd   | rang   | tijd        | rang        | tijd         | rang         | tijd   | rang   |
| -------------- | --------- | ------ | ------ | ----------- | ----------- | ------------ | ------------ | ------ | ------ |
| Roberts Akmens | K-1 200 m | 35,448 | 2      | bye         | bye         | 35,688       | 4 FA         | 36,014 | 8      |

### Karate

#### Kumite
Mannen
| Atleet         | Onderdeel | Groupsfase             | Groupsfase             | Groupsfase             | Groupsfase             | Groupsfase | Halve Finale           | Finale                 | Finale |
| Atleet         | Onderdeel | Tegenstander Resultaat | Tegenstander Resultaat | Tegenstander Resultaat | Tegenstander Resultaat | Rang       | Tegenstander Resultaat | Tegenstander Resultaat | Rang   |
| -------------- | --------- | ---------------------- | ---------------------- | ---------------------- | ---------------------- | ---------- | ---------------------- | ---------------------- | ------ |
| Kalvis Kalniņš | −67 kg    | Al-Masatfa V 3 - 8     | Andrés Madera W 4 - 2  | Da Costa V 2 - 11      | Derafshipour V 3 - 5   | 4          | niet geplaatst         | niet geplaatst         | 7      |

### Moderne vijfkamp
Mannen
| atleet         | onderdeel        | schermen (degen) | schermen (degen) | schermen (degen) | schermen (degen) | zwemmen (200 m vrije slag) | zwemmen (200 m vrije slag) | zwemmen (200 m vrije slag) | paardrijden (springen) | paardrijden (springen) | paardrijden (springen) | combinatie: schieten/lopen (10 m luchtpistool)/(3200 m) | combinatie: schieten/lopen (10 m luchtpistool)/(3200 m) | combinatie: schieten/lopen (10 m luchtpistool)/(3200 m) | totaal punten | rang |
| atleet         | onderdeel        | RR               | BR               | rang             | punten           | tijd                       | rang                       | punten                     | strafpunten            | rang                   | punten                 | tijd                                                    | rang                                                    | punten                                                  | totaal punten | rang |
| -------------- | ---------------- | ---------------- | ---------------- | ---------------- | ---------------- | -------------------------- | -------------------------- | -------------------------- | ---------------------- | ---------------------- | ---------------------- | ------------------------------------------------------- | ------------------------------------------------------- | ------------------------------------------------------- | ------------- | ---- |
| Pāvels Švecovs | moderne vijfkamp | 22-13            | 2                | 7                | 234              | 1.59,83                    | 10                         | 311                        | 81,97                  | 16                     | 285                    | 11.40,67                                                | 26                                                      | 600                                                     | 1430          | 14   |

### Paardensport

#### Springen
| ruiter              | paard  | onderdeel   | kwalificatie | kwalificatie | finale     | finale | finale |
| ruiter              | paard  | onderdeel   | strafpunten  | rang         | strafpunte | tijd   | rang   |
| ------------------- | ------ | ----------- | ------------ | ------------ | ---------- | ------ | ------ |
| Kristaps Neretnieks | Valour | individueel | 0            | 1 Q          | 13         | 88,75  | 23     |

### Schietsport
Vrouwen
| atlete        | onderdeel         | kwalificatie | kwalificatie | finale         | finale         |
| atlete        | onderdeel         | punten       | rang         | punten         | rang           |
| ------------- | ----------------- | ------------ | ------------ | -------------- | -------------- |
| Agate Rašmane | 10 m luchtpistool | 573          | 19           | niet geplaatst | niet geplaatst |
| Agate Rašmane | 25 m pistool      | 569          | 37           | niet geplaatst | niet geplaatst |

### Tennis
Vrouwen
| atlete                                | onderdeel  | eerste ronde                 | tweede ronde                      | derde ronde          | kwartfinale          | halve finale         | finale / BM          | finale / BM    |
| atlete                                | onderdeel  | tegenstander uitslag         | tegenstander uitslag              | tegenstander uitslag | tegenstander uitslag | tegenstander uitslag | tegenstander uitslag | rang           |
| ------------------------------------- | ---------- | ---------------------------- | --------------------------------- | -------------------- | -------------------- | -------------------- | -------------------- | -------------- |
| Jeļena Ostapenko                      | enkelspel  | Vesnina V 4-6, 7-6(7-2), 4-6 | niet geplaatst                    | niet geplaatst       | niet geplaatst       | niet geplaatst       | niet geplaatst       | niet geplaatst |
| Anastasija Sevastova                  | enkelspel  | Ferro V 6-2, 4-6, 2-6        | niet geplaatst                    | niet geplaatst       | niet geplaatst       | niet geplaatst       | niet geplaatst       | niet geplaatst |
| Jeļena Ostapenko Anastasija Sevastova | dubbelspel | n.v.t.                       | Perez / Stosur V 6-4, 1-6, [5-10] | niet geplaatst       | niet geplaatst       | niet geplaatst       | niet geplaatst       | niet geplaatst |

### Volleybal

#### Beachvolleybal
Mannen
| atleten                     | onderdeel | eerste ronde | eerste ronde | achtste finale                    | kwartfinale                    | halve finale               | finale / BM                       | finale / BM |
| atleten                     | onderdeel | tegenstander uitslag | stand        | tegenstander uitslag              | tegenstander uitslag           | tegenstander uitslag       | tegenstander uitslag              | rang        |
| --------------------------- | --------- | --- | ------------ | --------------------------------- | ------------------------------ | -------------------------- | --------------------------------- | ----------- |
| Mārtiņš Pļaviņš Edgars Točs | mannen    | Perušič – Schweiner W niet gespeeld door Covid-19 in het Tsjechische team Krasilnikov – Stoyanovski W 13-21, 21-19, 15-11 Gaxiola – Rubio V 18-21, 16-21 | 2 Q          | Oliveira - Schmidt W 21-19, 21-18 | Cerutti - Filho W 21-16, 21-19 | Mol - Sørum V 12-21, 18-21 | Younnousse - Tijan V 12-21, 18-21 | 4           |

Vrouwen
| atleten                             | onderdeel | eerste ronde                                                                                               | eerste ronde | achtste finale                                 | kwartfinale                               | halve finale                              | finale / BM                           | finale / BM |
| atleten                             | onderdeel | tegenstander uitslag                                                                                       | stand        | tegenstander uitslag                           | tegenstander uitslag                      | tegenstander uitslag                      | tegenstander uitslag                  | rang        |
| ----------------------------------- | --------- | --- | ------------ | ---------------------------------------------- | ----------------------------------------- | ----------------------------------------- | ------------------------------------- | ----------- |
| Tina Graudina Anastasija Kravčenoka | vrouwen   | Claes – Sponcil V 13-21, 21-16, 11-15 Ramos – Silva W 21-15, 12-21, 15-21 Mahokha - Khadambi W 21-6, 21-14 | 2 Q          | Makrogoezova - Cholomina W 16-21, 21-17, 15-13 | Bansley - Wilkerson W 21-13, 18-21, 15-11 | Artacho del Solar - Clancy V 21-23, 13-21 | Vergé-Dépré - Heidrich V 19-21, 15-21 | 4           |

### Wielersport

#### BMX
Mannen
Race
| atleet         | onderdeel | kwartfinale | kwartfinale | halve finale   | halve finale   | finale         | finale         |
| atleet         | onderdeel | punten      | rang        | punten         | rang           | uitslag        | rang           |
| -------------- | --------- | ----------- | ----------- | -------------- | -------------- | -------------- | -------------- |
| Helvijs Babris | race      | 15          | 5           | niet geplaatst | niet geplaatst | niet geplaatst | niet geplaatst |

Vrouwen
Race
| atlete           | onderdeel | kwartfinale | kwartfinale | halve finale   | halve finale   | finale         | finale         |
| atlete           | onderdeel | punten      | rang        | punten         | rang           | uitslag        | rang           |
| ---------------- | --------- | ----------- | ----------- | -------------- | -------------- | -------------- | -------------- |
| Vineta Petersone | race      | 16          | 6           | niet geplaatst | niet geplaatst | niet geplaatst | niet geplaatst |

#### Wegwielrennen
Mannen
| atleet          | onderdeel    | tijd       | rang |
| --------------- | ------------ | ---------- | ---- |
| Toms Skujins    | wegwedstrijd | 6:11:46    | 22   |
| Toms Skujins    | tijdrit      | 1:02:04,93 | 30   |
| Krists Neilands | wegwedstrijd | 6:15:38    | 33   |

### Worstelen

#### Vrije stijl
Vrouwen
| atlete                | onderdeel | eerste ronde         | kwartfinale          | halve finale         | herkansing           | finale / BM          | finale / BM |
| atlete                | onderdeel | tegenstander uitslag | tegenstander uitslag | tegenstander uitslag | tegenstander uitslag | tegenstander uitslag | rang        |
| --------------------- | --------- | -------------------- | -------------------- | -------------------- | -------------------- | -------------------- | ----------- |
| Anastasija Grigorjeva | −62 kg    | Tynybekova V 0 - 8   | niet geplaatst       | niet geplaatst       | Inze W 14 - 7        | Koljadenko V 1 - 3   | 5           |

### Zwemmen
Mannen
| atleet          | onderdeel        | series  | series | halve finale   | halve finale   | finale         | finale         |
| atleet          | onderdeel        | tijd    | rang   | tijd           | rang           | tijd           | rang           |
| --------------- | ---------------- | ------- | ------ | -------------- | -------------- | -------------- | -------------- |
| Daniils Bobrovs | 200 m schoolslag | 2.14,25 | 31     | niet geplaatst | niet geplaatst | niet geplaatst | niet geplaatst |

Vrouwen
| atlete      | onderdeel        | series  | series | halve finale   | halve finale   | finale         | finale         |
| atlete      | onderdeel        | tijd    | rang   | tijd           | rang           | tijd           | rang           |
| ----------- | ---------------- | ------- | ------ | -------------- | -------------- | -------------- | -------------- |
| Ieva Maļuka | 100 m vrije slag | 56,39   | 37     | niet geplaatst | niet geplaatst | niet geplaatst | niet geplaatst |
| Ieva Maļuka | 200 m vrije slag | 2.03,75 | 24     | niet geplaatst | niet geplaatst | niet geplaatst | niet geplaatst |